# Каетану Велозу
Каетано Емануель Віана Теллес Велозу (порт.-браз. Caetano Emanuel Viana Telles Veloso, МФА: [kajˈtɐ̃nu emɐnuˈɛw viˈɐ̃nɐ ˈtɛliz veˈlozu], 7 серпня 1942) — бразильський композитор, співак і гітарист, представник бразильської популярної музики. П'ятиразовий лавреат премії «Ґреммі», в 2012 році отримав «Латинську Ґреммі» в номінації «Людина року».
Народився у штаті Баїя. Велозу був натхненний успіхом своєї сестри, співачки Марії Бетані, на переїзд в Ріо-де-Жанейро в середині 1960-х років. Він став писати і виконувати музику, яка, відштовхуючись від традиційної босанови, ввібрала в себе стильові особливості рок-музики, перш за все, американського фолк-року і артроку.
Військова хунта, яка перебувала при владі в Бразилії, не схвалювала концертні виступи Жила і Велозу, вважаючи їх творчість джерелом радикалізму серед молоді. Після демонстративного спільного концерту обидва музиканта в 1969 були вислані в Лондон, де жили два роки. Після повернення до Бразилії Велозу продовжив активну концертну діяльність, і з часом його виступи стали візитною карткою сучасної бразильської музики.
В кінці XX сторіччя Велозу записав альбом, присвячений пам'яті Фелліні і Мазіни. Після появи у фільмі Педро Альмодовара «Поговори з нею» він був запрошений виступити на церемонії вручення премії «Оскар». У 2004 році вийшов перший англомовний альбом Велозу, Foreign Sound, в якому він представив власні версії класичних поп-стандартів.

## Особисте життя
У 2022 році Велозу розповів про свою бісексуальність у шоу, присвяченому його 80-річчю.